# 雄武 (小惑星)
雄武（おうむ、4644 Oumu）は小惑星帯に位置する小惑星。高橋篤志と渡辺和郎が北海道の北見で発見した。
北海道紋別郡の雄武町に因んで命名された。